# Erasmus Mundus
Erasmus Mundus je bil program Evropske unije, namenjen spodbujanju mobilnosti podiplomskih študentov in profesorjev. Trajal je med letoma 2004 in 2013. Njegovo poslanstvo nadaljuje program Erasmus+.
Erasmus Mundus doktorskega programa ni več in njegovo poslanstvo nadaljuje leta 1996 ustanovljeni program Ukrepi Marie Skłodowske-Curie (Marie Skłodowska-Curie Actions – MSCA) okviru programa EU Obzorje 2020 (Horizon 2020) za raziskave in inovacije. Magistrski program še naprej deluje v okvirju programa Erasmus+.